# 西里西亞文維基百科
西里西亞文維基百科,是免費網絡百科全書维基百科的西里西亞語版本。此版本在2008年5月26日啓動。

## 歷史

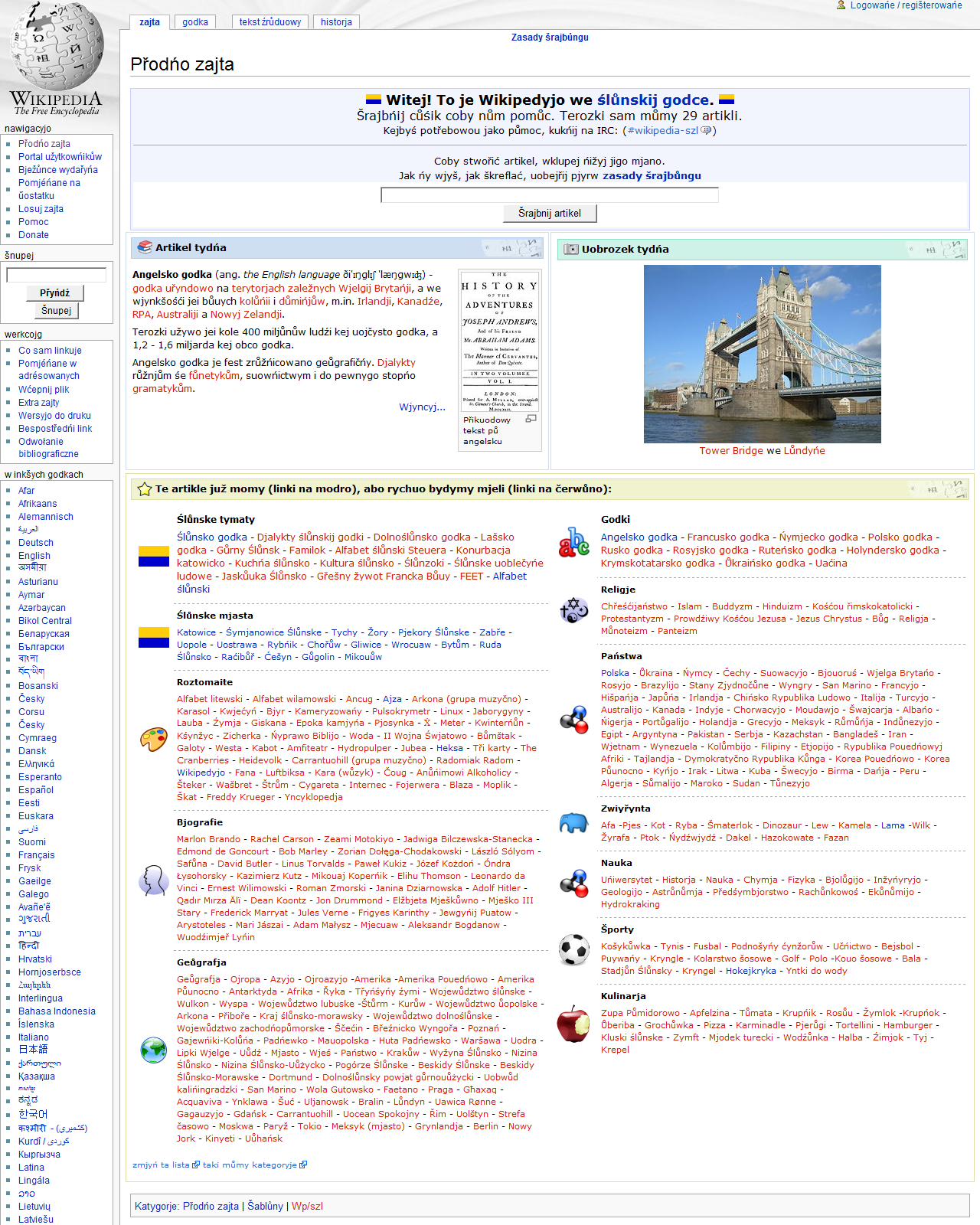
西里西亞文維基百科啓動第一天的界面

2006年3月，有人提出了西里西亞文維基百科計劃， 但計劃遭到反對，提案被拒絕。2007年，维基百科語言列表加入西里西亚语，2007年7月18日國際語言組織世界少數民族語文研究院登記此語言，而国际标准化组织分配了ISO代碼szl給西里西亞語。    
2008年3月19日 ，再次有人申請啓動西里西亚语维基百科。2008年3月31日，社群初步接受提案，在維基孵育場建立測試維基。在接下來的一個月，測試維基建立了100篇西里西亚语條目，1,800多個頁面。兩個月後，西里西亚语维基百科項目成功完成創建新维基百科需滿足的八项要求，最終在2008年5月26日成立正式維基百科。  
2010年10月，波蘭議員馬立克普拉衆議院上動議將西里西亞語定為波蘭地區語言，當中舉出西里西亚语维基百科作爲論據。